# Lloyd Hildebrand
Lloyd Augustin Biden Hildebrand (Londra, 25 dicembre 1870 – Levallois-Perret, 1º aprile 1924) è stato un pistard britannico.
Partecipò ai Giochi olimpici 1900 di Parigi nella gara di velocità, in cui fu eliminato ai quarti, e nella gara di mezzofondo, in cui vinse la medaglia d'argento. La sua medaglia viene accreditata dal CIO alla Francia, probabilmente perché Hildebrand visse molto tempo nel paese transalpino e sposò una donna francese.

## Piazzamenti

### Competizioni mondiali
- Giochi olimpici

Parigi 1900 - Mezzofondo: 2º